# Division de Rohtak
La division de Rohtak est une division territoriale de l'État de l'Haryana en Inde. Sa capitale est la ville de Rohtak.

## Districts
- Jhajjar,
- Karnal
- Panipat,
- Rohtak
- Sonipat